# Brewster SB2A Buccaneer
Brewster SB2A Buccaneer (ang. Bukanier) – dwumiejscowy bombowiec nurkujący (SB – scout-bomber) zaprojektowany dla potrzeb amerykańskiej marynarki wojennej w latach 40. XX wieku. Został określony przez historyka Davida Donalda jako „jeden z najgorszych samolotów II wojny światowej”.
Samolot, oznaczony fabrycznie jako Model 340, zaprojektowany był na konkurs na bombowiec nurkujący dla lotnictwa US Navy. Prototyp został zamówiony przez marynarkę 4 kwietnia 1939 roku. Został oblatany 17 czerwca 1941 roku. Samolot zyskał najpierw zamówienia eksportowe dla Wielkiej Brytanii (750 sztuk) i Holandii (162 sztuki). Mimo że w konkursie zwyciężył samolot Curtiss SB2C Helldiver, US Navy również zamówiła 24 grudnia 1940 roku 140 sztuk z oznaczeniem SB2A i nazwą Buccaneer, z czego zbudowano 80 SB2A-2 i 60 wersji pokładowej SB2A-3 ze składanymi skrzydłami i hakiem do lądowania. Samoloty z zamówienia holenderskiego po upadku Holenderskich Indii Wschodnich zostały również przejęte przez US Navy pod oznaczeniem SB2A-4. Wyprodukowano ostatecznie tylko 468 samolotów dla Wielkiej Brytanii.
Buccaneer był jednosilnikowym średniopłatem o klasycznej konstrukcji budowanym w trzech wersjach różniących się jedynie silnikiem. Wersja dla marynarki wojennej używała silnika Wright R-2600 o mocy 1200 KM (895 kW). Przewidziano także wersję dla US Army Air Corps A-34, lecz nie została zamówiona.
Samoloty te w toku swojej służby nie były używane bojowo. W USA były używane jako szkolno-treningowe w lotnictwie Marines. W ramach umowy Lend-Lease Act samoloty tego typu dostarczono także do Wielkiej Brytanii, gdzie otrzymały oznaczenie Bermuda. Do służby trafiły w lipcu 1942 roku. Bermudy w RAF-ie wykorzystywano do celów pomocniczych – jako samoloty treningowe oraz do holowania celów powietrznych. Pięć egzemplarzy wyposażonych w silniki Cyclone zostało dostarczonych do brytyjskiego Fleet Air Arm w celach testowych.

## Uzbrojenie
- 2× karabiny maszynowe 12,7 mm w kadłubie
- 2× karabiny maszynowe 7,62 mm w skrzydłach

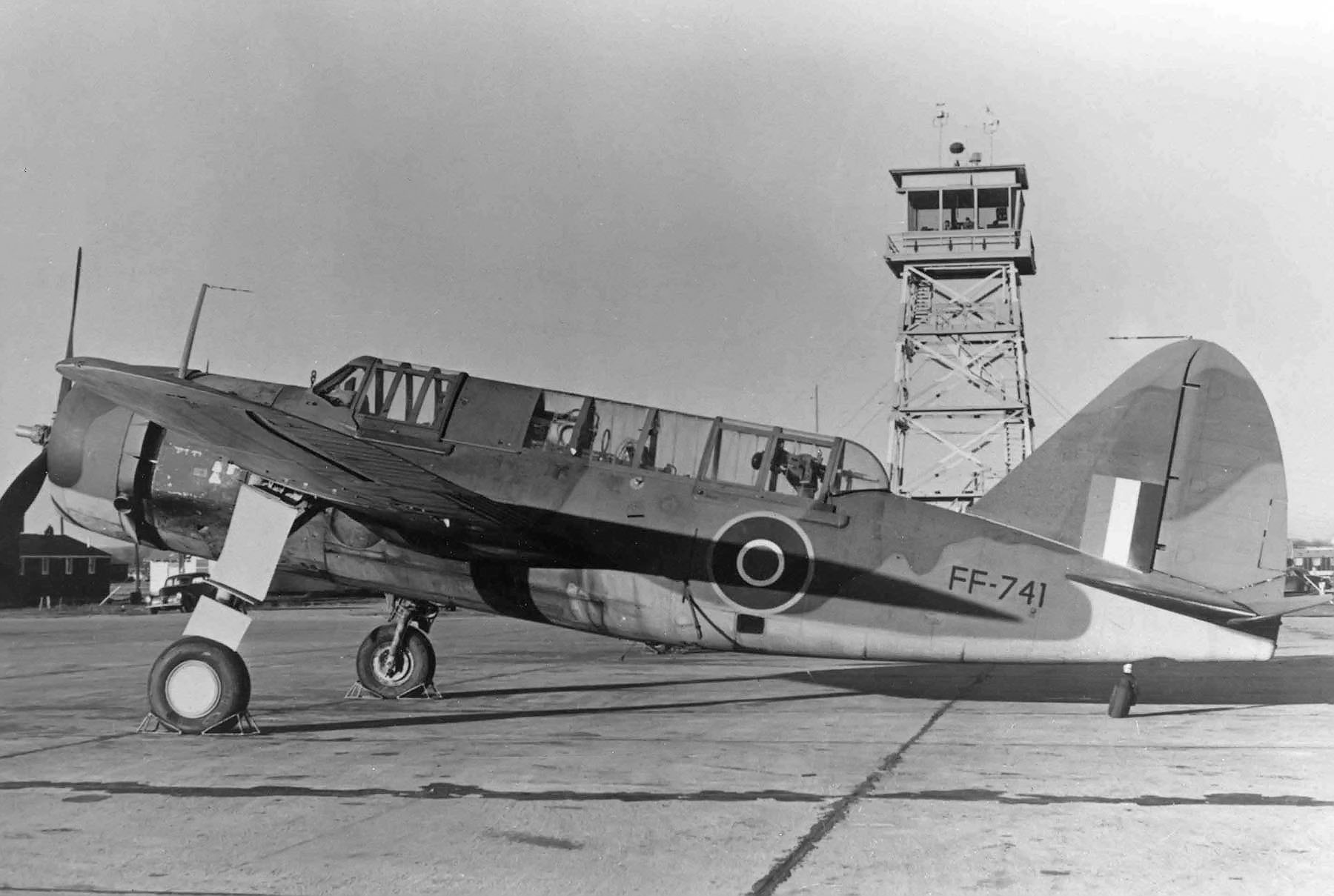
SB2A Buccaneer w barwach Royal Air Force na lotnisku

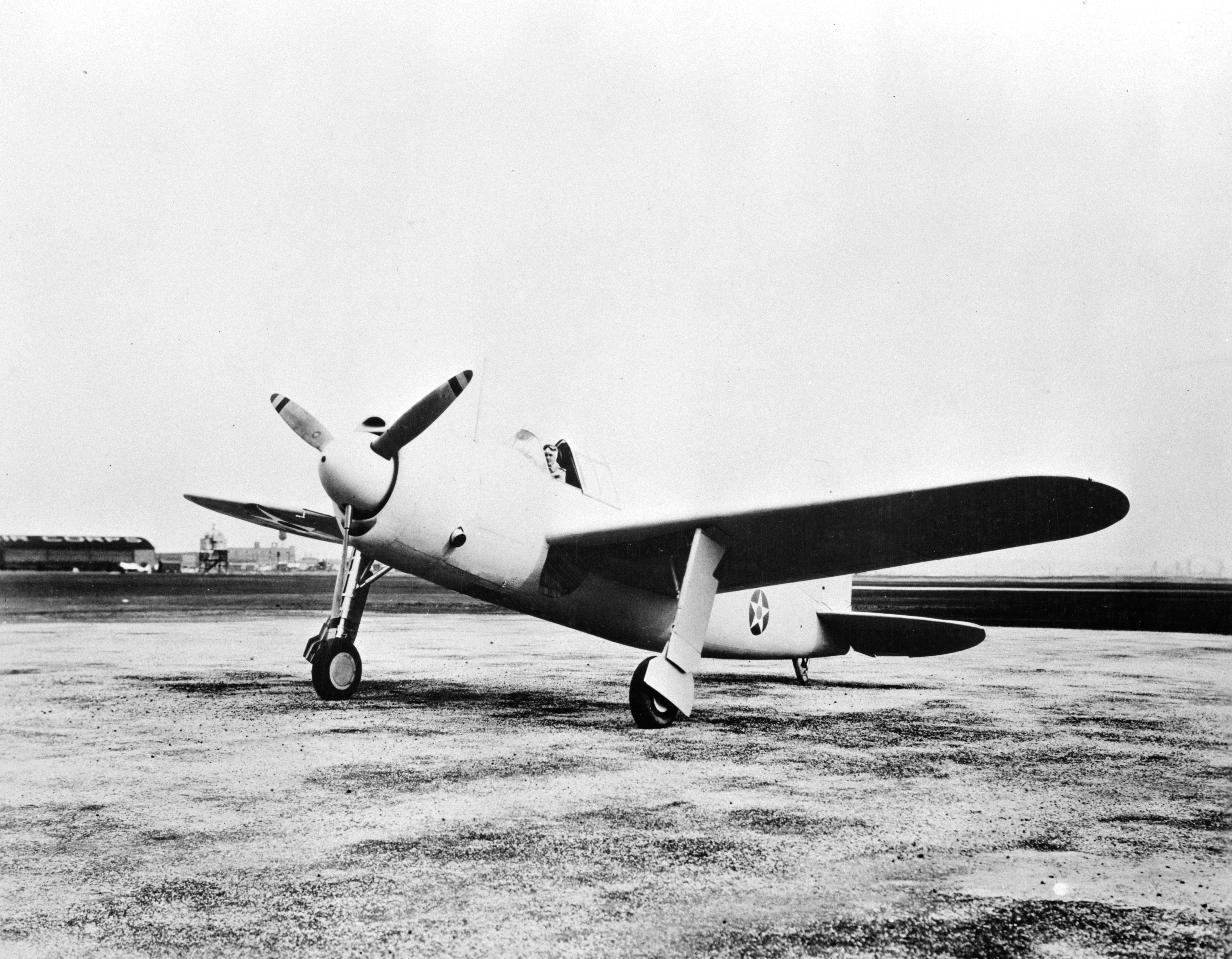
Brewster SB2A Buccaneer na lotnisku w 1941 r.

Silnik Wright Cyclone R-2600 eksponowany w MLP w Krakowie

- 2× karabiny maszynowe 7,62 mm strzelające do tyłu
- do 454 kg bomb